# ناحیه کنستانتین، میشیگان
ناحیه کنستانتین (به انگلیسی: Constantine Township) یک منطقهٔ مسکونی در ایالات متحده آمریکا است که در شهرستان سنت ژوزف، میشیگان واقع شده‌است.
 ناحیه کنستانتین ۹۲٫۳ کیلومتر مربع مساحت و ۴٬۱۸۱ نفر جمعیت دارد و ۲۴۴ متر بالاتر از سطح دریا واقع شده‌است.